# Uroczysko Tyniec
Uroczysko Tyniec – obszar leśny na Wzgórzach Tynieckich wchodzących w skład Bielańsko-Tynieckiego Parku Krajobrazowego. Obejmuje zbocza i wierzchowinę wzgórz Stępnica, Bogucianka, Guminek i podnóże Ostrej Góry. Objęty ochroną obszar uroczyska Tyniec ma powierzchnię 36 ha i jest zróżnicowany. Oprócz mieszanego lasu z przewagą buka są tutaj podmokłe łęgi zwane Bagnami, polana śródleśna i skały wapienne. Jest stosunkowo dużo dzikich zwierząt; sarny, dziki, zające, wiewiórki i inne.
Wierzchowina Stępnicy jest dobrym punktem widokowym. W kierunku południowym widoki sięgają po Babią Górę. Z polan na wierzchowinie Bogucianki widoczna jest dolina Wisły i Las Wolski z klasztorem kamedułów na Bielanach. Na Boguciance znajduje się nieczynny kamieniołom Bogucianka, w którym wydobywano wapienie, oraz piec, w którym je wypalano.
Uroczysko powstało z inicjatywy Fundacji Miejski Park oraz Ogrodu Zoologicznego. Należy do niego siedem obiektów leśnych Krakowa: Uroczysko Górka Pychowicka, Las Wolski, Skałki Twardowskiego, Uroczysko Kostrze, Uroczysko Kowadza, Uroczysko Wielkanoc, Uroczysko Tyniec. Opisane są w broszurze „Szlak lasów miejskich Krakowa”. Przez uroczysko prowadzi znakowany szlak turystyczny oraz szlaki rowerowe. Przy szlakach dla turystów przygotowano infrastrukturę turystyczną (ławki, kosze na śmieci, wiaty, tablice informacyjne).

## Szlaki turystyczne
zielona pętla z opactwa benedyktynów w Tyńcu przez Wielkanoc, Kowadzę, Dużą Kowodrzę, rezerwat Skołczanka, Ostrą Górę, Grodzisko i dalej brzegiem Wisły, aż do opactwa benedyktynów. Długość około 8 km.

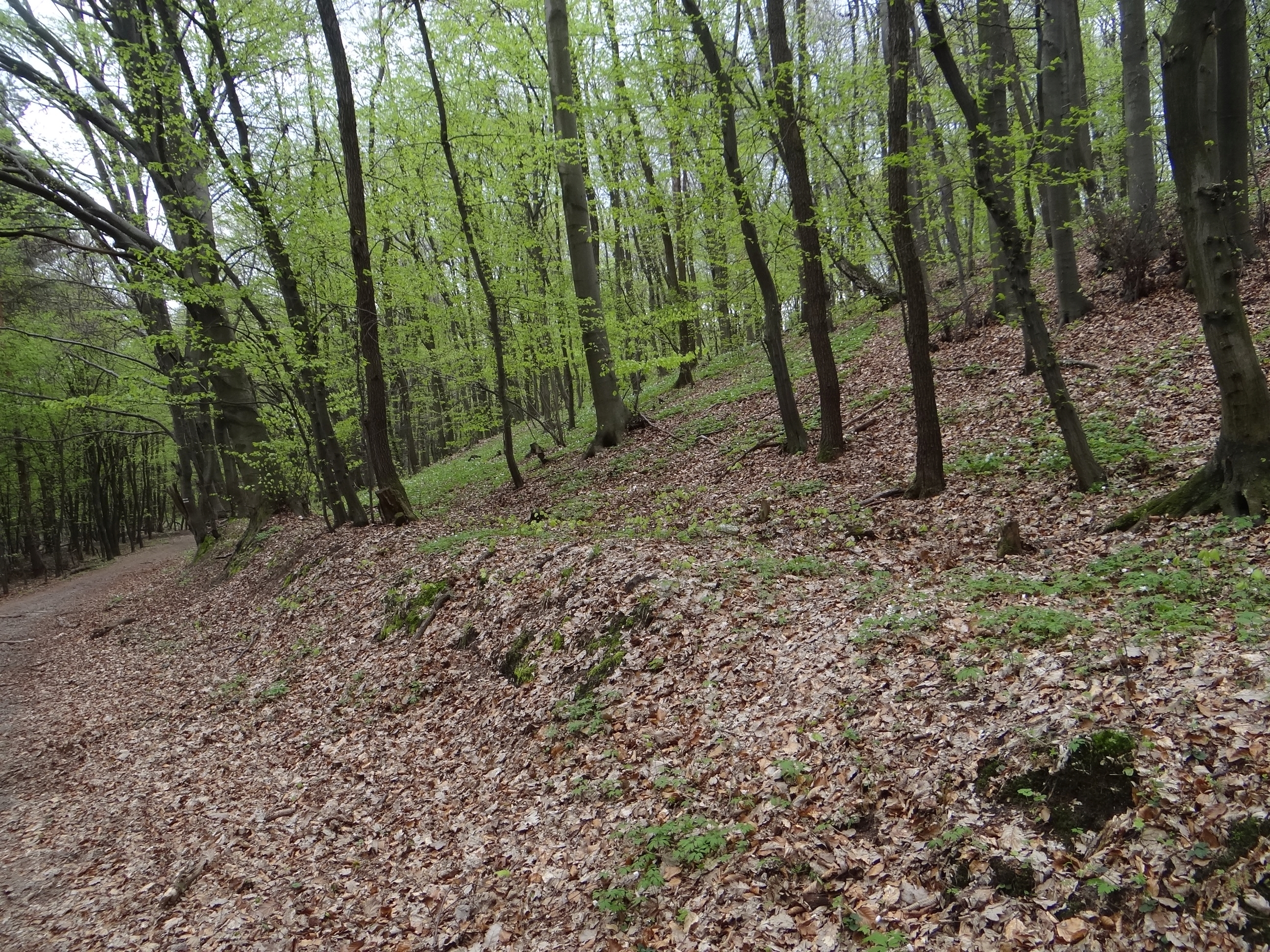
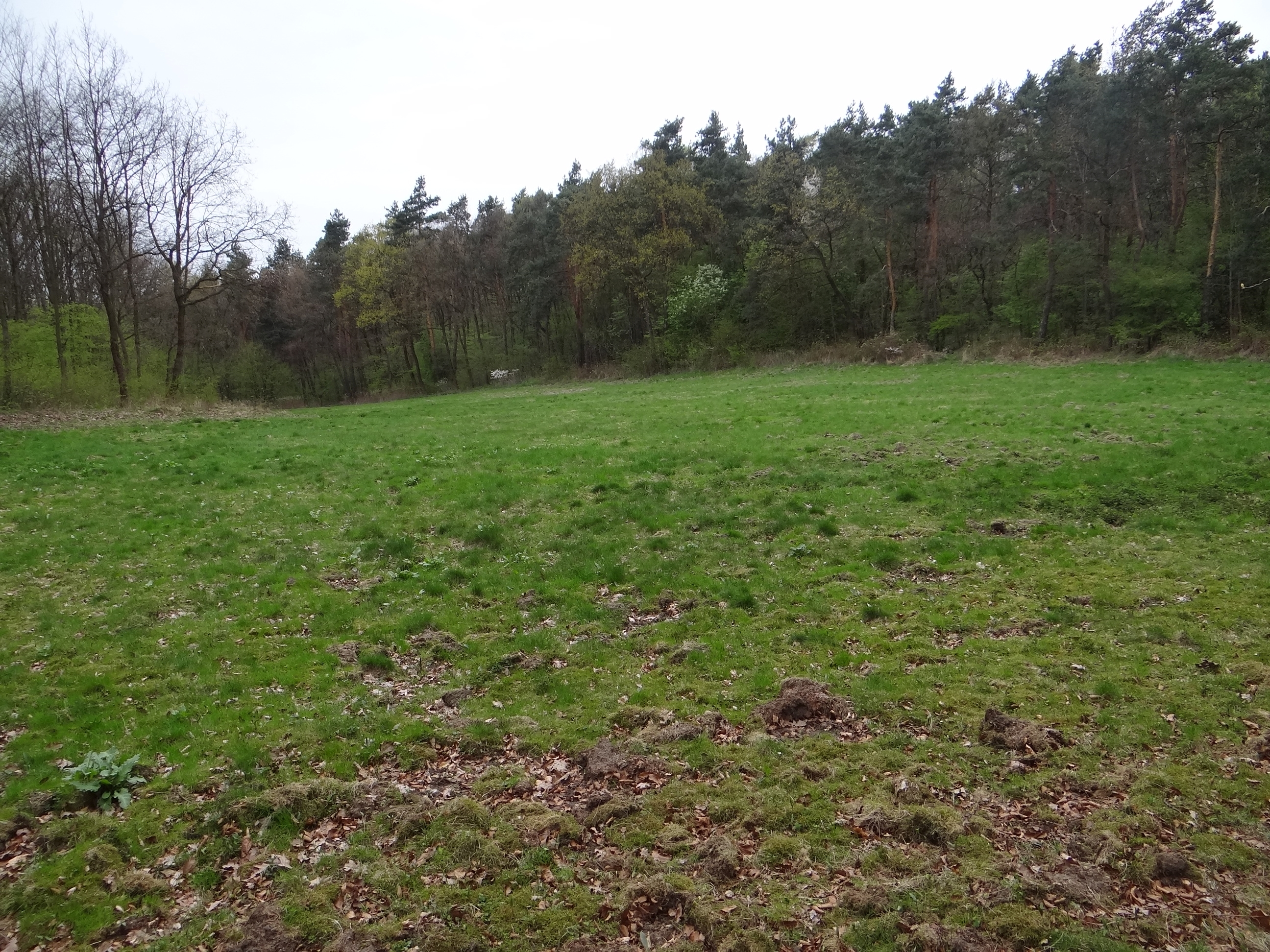
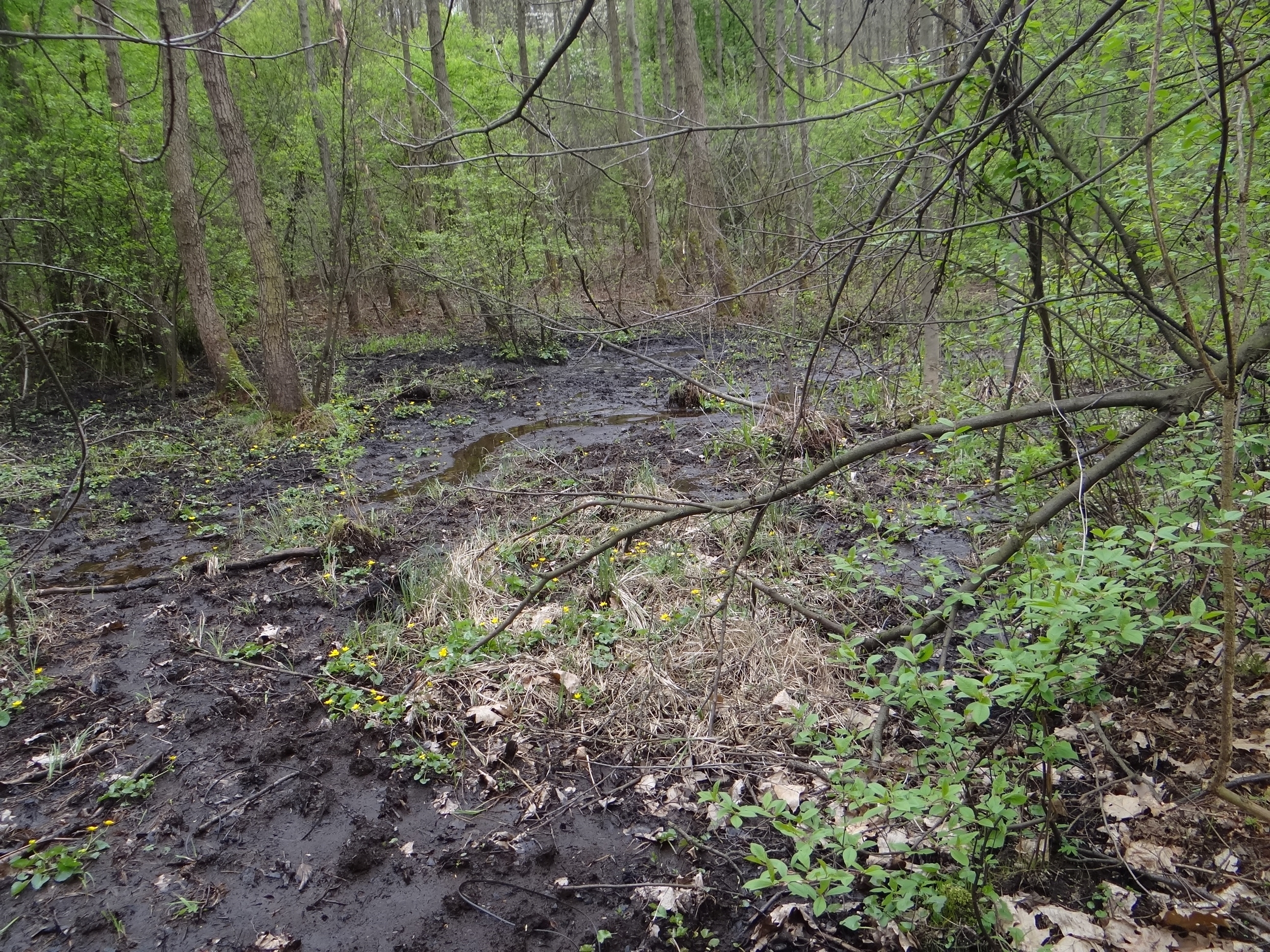
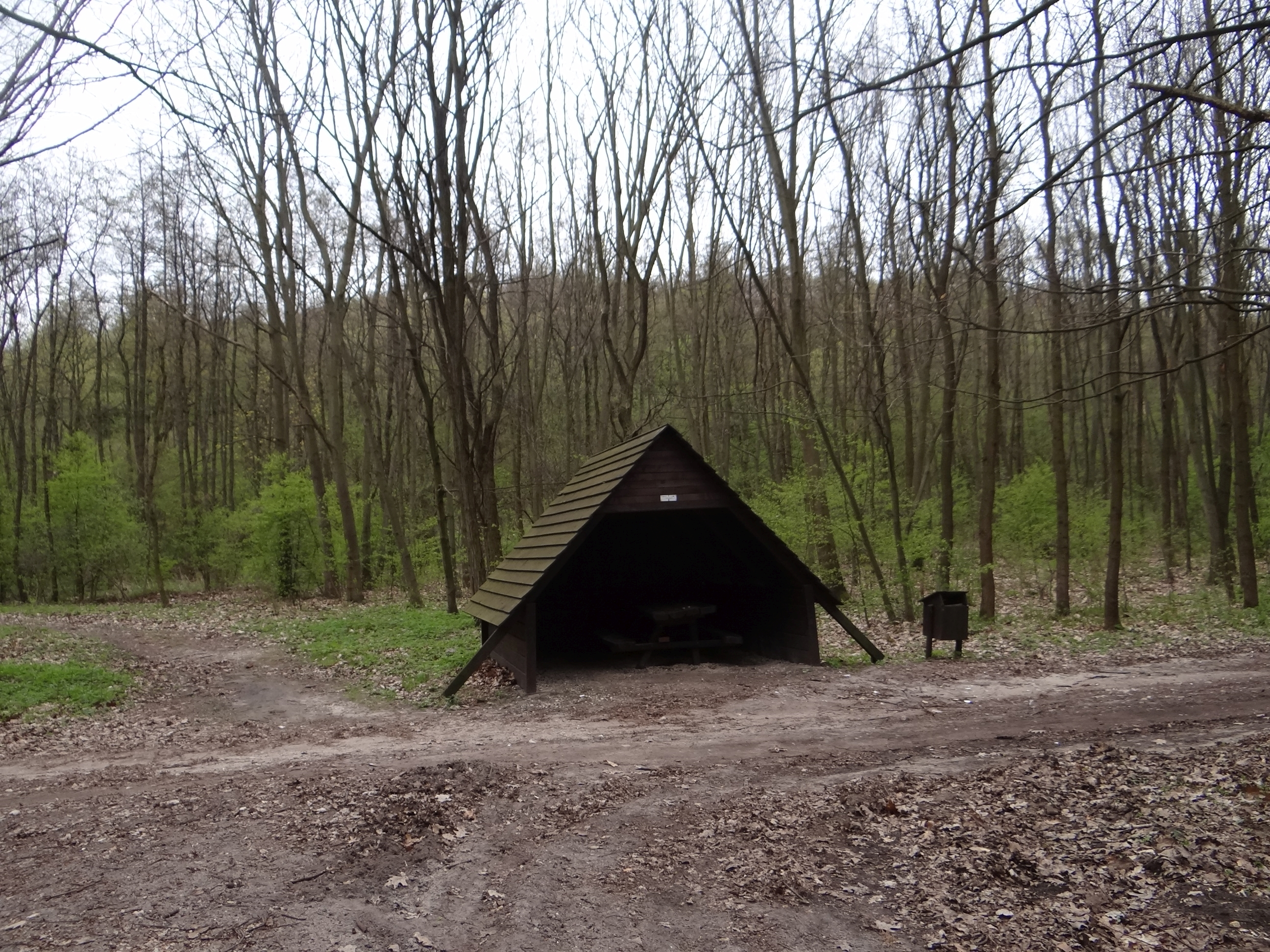